# Kaboom!
Kaboom! is een actiespel ontworpen door Larry Kaplan en ontwikkeld en uitgegeven door Activision. Het spel werd in 1981 uitgebracht voor de Atari 2600 en in 1983 voor de Atari 5200 en Atari 8 bit-familie. Het spel zou initieel uitkomen voor de Atari 2600. Echter wegens hoge verkoopcijfers, die één miljoen overschreden, koos Activision ervoor om het spel ook naar andere consoles te porten.

## Gameplay
In Kaboom! dient de speler met gebruik van paddles bommen, gegooid door de "Mad Bomber" bovenaan het scherm, te vangen door een set van drie emmers naar links en rechts te bewegen. Elke gevangen bom levert punten op; na elke 1000 punten verkrijgt de speler een extra emmer en na elke gemiste bom verliest de speler er een. Naarmate het spel vordert, wordt de snelheid waarmee de Mad Bomber de bommen gooit verhoogt.

## Ontvangst
| Beoordeeld door                         | Platform    | Datum            | Score |
| --------------------------------------- | ----------- | ---------------- | ----- |
| The Video Game Critic                   | Atari 8-bit | 28 januari 2003  | 100%  |
| The Video Game Critic                   | Atari 2600  | 15 augustus 2001 | 100%  |
| Game Freaks 365                         | Atari 2600  | 2006             | 100%  |
| All Game Guide                          | Atari 2600  | 1998             | 90%   |
| Atari Gamer - XL-XE Game Review Edition | Atari 8-bit | december 2013    | 80%   |
| The Atari Times                         | Atari 2600  | 30 oktober 2003  | 80%   |
| HonestGamers                            | Atari 2600  | 14 december 2008 | 80%   |
| Tilt                                    | Atari 2600  | september 1982   | 67%   |
| The Video Game Critic                   | Atari 5200  | 5 mei 2001       | 50%   |